# Hans Ruser

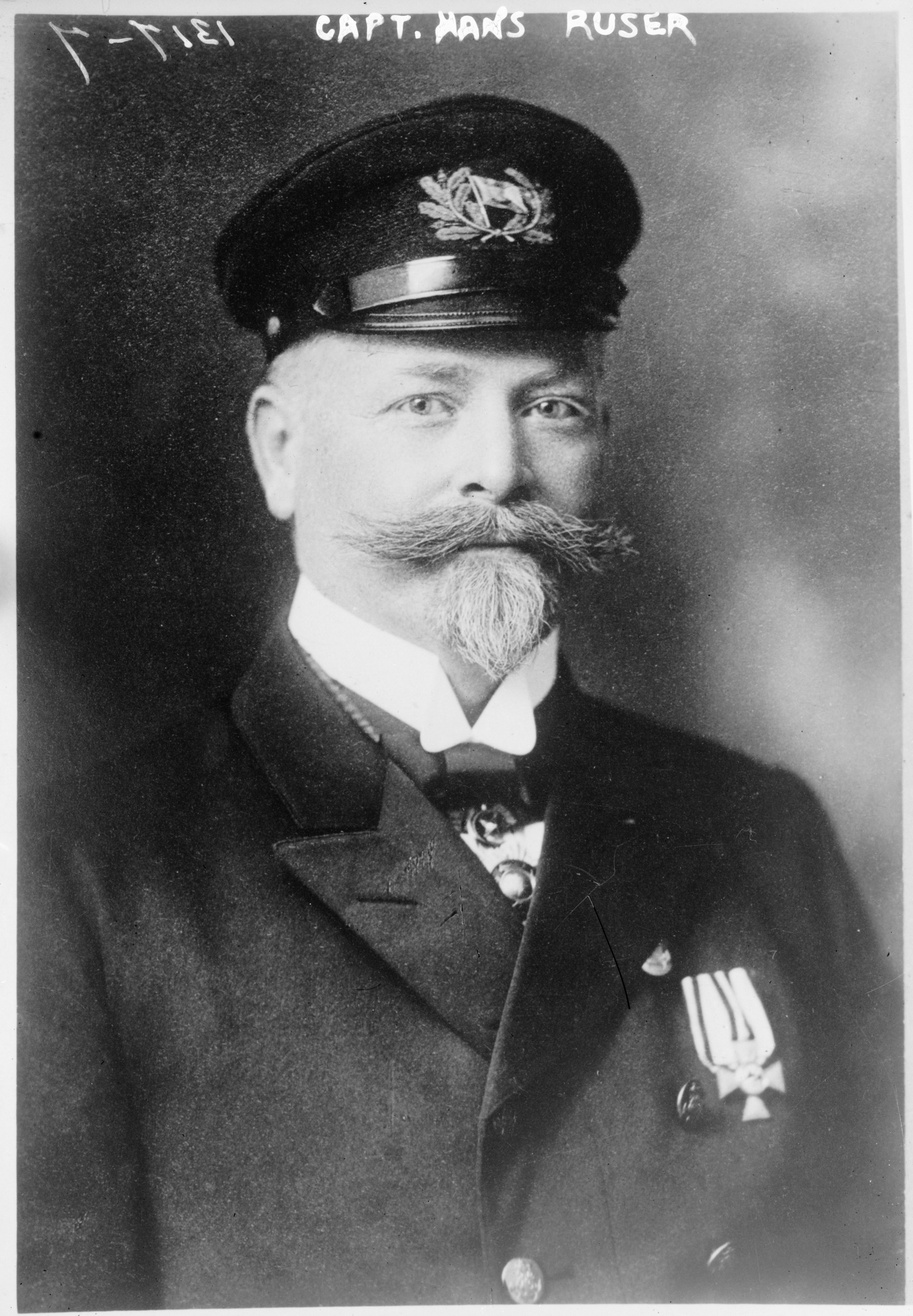
Hans Ruser

Hans Ruser (Burg auf Fehmarn, 2 de junho de 1862 — Hamburgo, 5 de abril de 1930) foi um militar e explorador polar alemão. Ruser capitaneou o navio Gauss na primeira expedição alemã à Antártica, chefiada pelo professor Erich von Drygalski. Pela sua contribuição, foi condecorado com a Ordem da Águia Rubra pelo imperador Guilherme II.
Antes da expedição, Ruser era comodoro da Hamburg-Amerika Linie, comandando navios como o SS Imperator e SS Vaterland, com até quatro mil passageiros. Em 1919 foi nomeado chefe do Serviço de Imigração da Alemanha e também comprou parte da empresa Wergens & Ahrens.